# 기이 수도

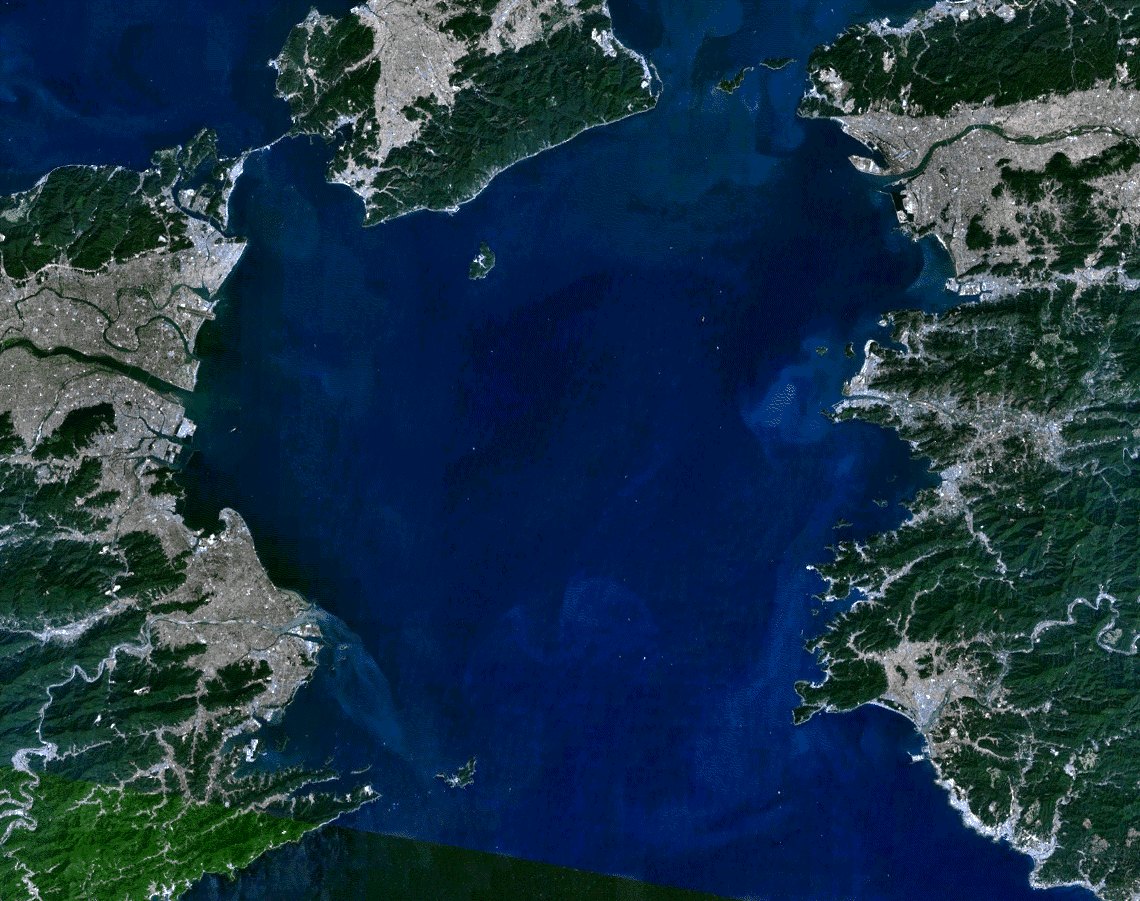
기이 수도

기이 수도(일본어: 紀伊水道)는 혼슈의 와카야마현과 시코쿠의 도쿠시마현, 효고현 아와지섬으로 둘러싸인 해역을 말한다. 세토 내해와 태평양을 잇는다.